# Färöischer Fußballpokal 1965
Der Färöische Fußballpokal 1965 wurde zum elften Mal ausgespielt. Im Endspiel, welches im Gundadalur-Stadion in Tórshavn auf Kunstrasen ausgetragen wurde, siegte B36 Tórshavn mit 3:2 gegen Titelverteidiger HB Tórshavn und konnte den Pokal somit zum ersten Mal gewinnen.
B36 Tórshavn und HB Tórshavn belegten in der Meisterschaft die Plätze zwei und eins.

## Teilnehmer
Teilnahmeberechtigt waren folgende fünf Mannschaften der Meistaradeildin:
| Meistaradeildin                                  |
| B36 Tórshavn HB Tórshavn KÍ Klaksvík TB Tvøroyri |

## Modus
Für den Pokal waren alle Erstligisten zugelassen. Im Vergleich zum Vorjahr spielten ab dieser Saison vier Mannschaften im Halbfinale. Alle Runden wurden im K.-o.-System ausgetragen.

## Halbfinale
|             | Ergebnis  |              |
| ----------- | --------- | ------------ |
| HB Tórshavn | 4:1 (3:0) | KÍ Klaksvík  |
| TB Tvøroyri | 0:5 (?:?) | B36 Tórshavn |

## Finale
| Paarung  | B36 Tórshavn – HB Tórshavn |
| Ergebnis | 3:2 (2:0)                  |
| Stadion  | Gundadalur, Tórshavn       |
| Tore     | ?                          |